# KFNB – Theseus und Centaur
| KFNB „THESEUS“ und „CENTAUR“ | KFNB „THESEUS“ und „CENTAUR“ | KFNB „THESEUS“ und „CENTAUR“ |
| ---------------------------- | ---------------------------- | ---------------------------- |
| kein Bild vorhanden          |                              |                              |
| Technische Daten             |                              |                              |
|                              | „THESEUS“                    | „CENTAUR“                    |
| Bauart                       | 1A1 n2                       | 1A1 n2                       |
| Zylinder-Ø                   | 356 mm                       | 356 mm                       |
| Kolbenhub                    | 461 mm                       | 461 mm                       |
| Treibrad-Ø                   | 1581 mm                      | 1567 mm                      |
| Laufrad-Ø vorne              | 1093 mm                      | 1100 mm                      |
| Laufrad-Ø hinten             | 1106 mm                      | 1106 mm                      |
| Fester Radstand              | k. A.                        | k. A.                        |
| Gesamtradstand               | k. A.                        | k. A.                        |
| Gesamtradstand + Tender      | k. A.                        | k. A.                        |
| Heizfl. d. Rohre             | 49,7 m²                      | 43,3 m²                      |
| Heizfl. d. Feuerbüchse       | 4,9 m²                       | 5,2 m²                       |
| Rostfl.                      | k. A.                        | k. A.                        |
| Dampfdruck                   | 5,4                          | 5,4                          |
| Gewicht (leer)               | 13,0 t                       | 13,0 t                       |
| Adhäsionsgewicht             | k. A.                        | k. A.                        |
| Dienstgewicht                | 14,1 t                       | 14,1 t                       |
| Dienstgewicht + Tender       | k. A.                        | k. A.                        |
| Wasser                       | 2,5 m³                       | k. A.                        |
| Kohle                        | 4,7 m³                       | k. A.                        |
| Länge                        | k. A.                        | k. A.                        |
| Länge + Tender               | k. A.                        | k. A.                        |
| Höhe                         | k. A.                        | k. A.                        |

Die Dampflokomotiven „THESEUS“ und „CENTAUR“ waren Personenzuglokomotiven der KFNB.
Sie wurden von der Lokomotivfabrik Cockerill in Seraing 1842 geliefert und hatten höchstwahrscheinlich die Achsformel 1A1 (auch 1B findet sich in manchen Quellen).
1853 hatten die Maschinen unterschiedliche Abmessungen (vgl. Tabelle).
Die „THESEUS“ erhielt bis dahin auch einen neuen Kessel.
Beide Lokomotiven wurden 1862 ausgemustert.